# Dschiginka
Dschiginka (russisch Джигинка; ehemals deutsch Michaelsfeld, auch Michelsfeld) ist ein Dorf in Russland. Es gehört zum Stadtkreis Kurstadt Anapa in der Region Krasnodar und hat knapp 4400 Einwohner.

## Geschichte
Michaelsfeld wurde im Jahre 1868 vom deutschen Kolonisten unter Anführung von Johann Schelske am Flüsschen Dschiga gegründet. Kolonisten erwarben von Michail Babitsch insgesamt 4473 Dessjatinen (4886,75 Hektar) Land. Die Kolonisten stammten aus deutschen Mutterkolonien in Bessarabien und Taurien. Michaelsfeld war ein evangelisch-lutherisches Dorf. 1893 wurde das Dorf offiziell in Dschiginskoje umbenannt. Die Dorfkirche  wurde im Jahre 1898 erbaut und in der Sowjetzeit in einen Klub umgewandelt. 1941 wurden alle Deutschen aus dem Ort deportiert.